# MBCペルシャ
MBCペルシャ（英語: MBC Persia）はペルシア語の衛星テレビチャンネルである。アラブ首長国連邦のドバイに拠点を置く衛星放送会社である中東放送センターが所有する。2008年7月9日11:30 GMTに放送を開始した。